# Capela de Nossa Senhora dos Mártires

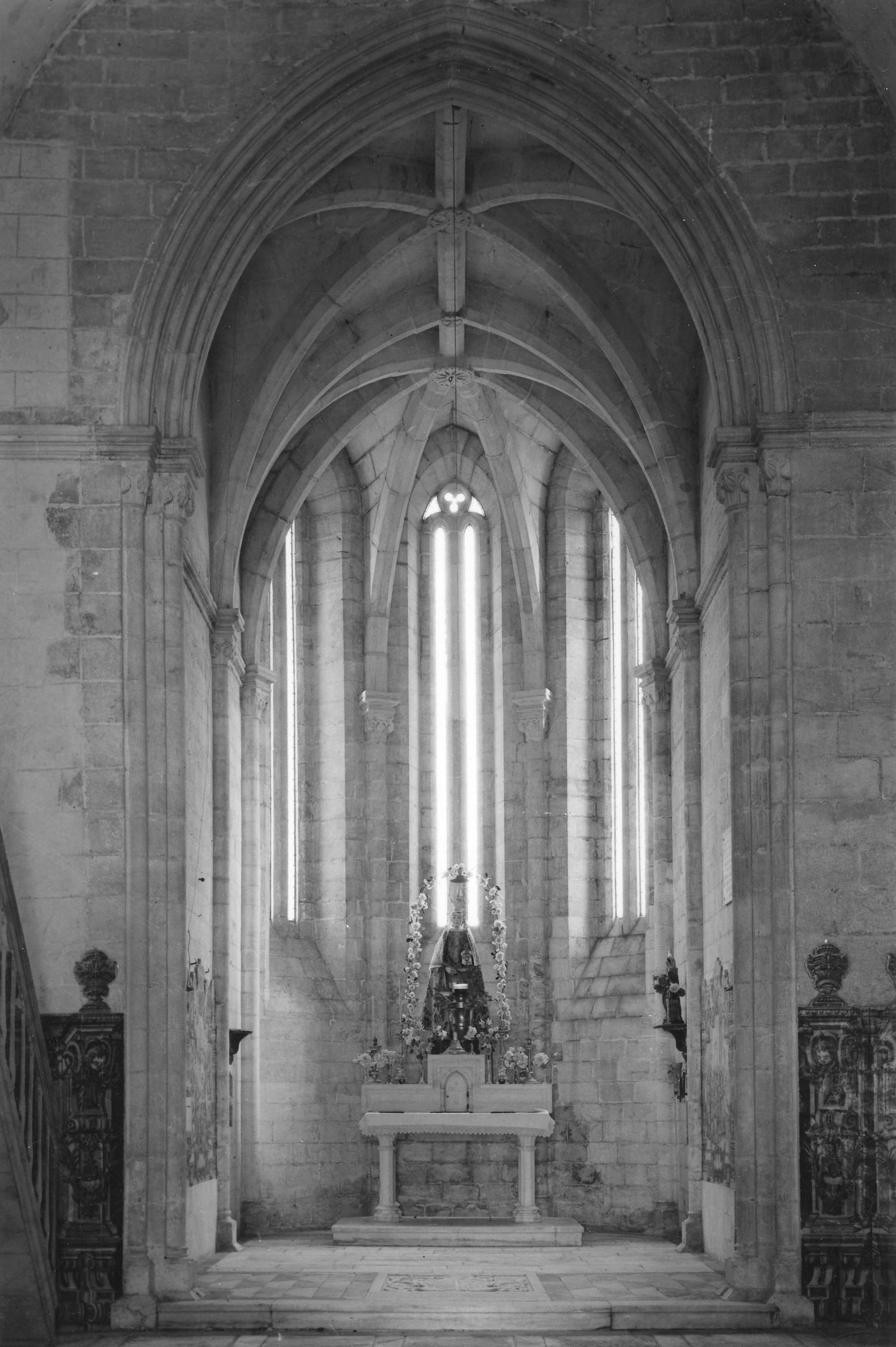

A Capela de Nossa Senhora dos Mártires situa-se na freguesia de Santa Maria, no Município de Estremoz, Distrito de Évora, Portugal.
Edifício classificado em 1922 como Monumento Nacional, encontra-se aberto ao público. Para visitar deverá solicitar-se a chave na porta em frente.

## História
Originalmente esta capela teria sido uma basílica cristã de época tardo-romana.
Iniciou-se, segundo as crónicas em 1371, por iniciativa de Dom Fernando I e terminou-o o Condestável Dom Nuno Álvares Pereira, senhor da Vila de Estremoz. A Ermida de N.ª S.ª dos Mártires teve anexa uma albergaria e um hospital, protegidos por D. Manuel I.
Em 1579, o Cardeal D. Henrique, primeiro arcebispo de Évora anexou-a à Santa Casa da Misericórdia de Estremoz, que ainda é a actual proprietária desta ermida.
Em 1729 foi visitada por D. João V, tendo a Rainha D. Maria Ana de Austria oferecido a Nossa Senhora do Mártires um riquíssimo vestido bordado a ouro. Foi ampliada no reinado de Dom Manuel I, e reformada nos séculos XVII e XVIII.
A capela foi profanada em 1912 e despojada das suas peças de Arte Sacra. Reabriu o culto em 1972. O conjunto foi restaurado em 1950, e em 1959 foi reerguido o cruzeiro barroco existente no adro.

## Características
A capela foi sucessivamente modificada do estilo gótico do tempo de D. Fernando e D. Nuno Álvares Pereira, ao coro-alto manuelino e ao rococó joanino (reinado de D. João V), por iniciativa do provedor Fernão de Mesquita Pimentel, falecido em 1744, que aqui se encontra sepultado.

## Intervenções e restauros[2]
- 1938 - Restauro geral;
- 1959 - Reconstrução da cobertura do alpendre;
- 1966 - Reconstrução dos telhados e pavimentos. Limpeza de cantarias;
- 1987 - Reconstrução da cobertura e telhado, reparo de arquitrave, capitel e coluna;
- 1988 - Reconstrução da cobertura da nave.